# La passione
Pour plus de détails, voir Fiche technique et Distribution.
La passione est un film italien réalisé par Carlo Mazzacurati, sorti en 2010. 
Cette comédie a été sélectionnée en compétition au 67e Festival international du film de Venise en 2010.

## Fiche technique
- Titre : La passione
- Réalisation : Carlo Mazzacurati
- Scénario : Umberto Contarello, Doriana Leondeff, Carlo Mazzacurati et Marco Pettenello
- Musique : Carlo Crivelli
- Photographie : Luca Bigazzi
- Montage : Clelio Benevento et Paolo Cottignola
- Production : Domenico Procacci
- Société de production : Fandango et Rai Cinema
- Pays :  Italie
- Genre : Comédie dramatique
- Durée : 106 minutes
- Dates de sortie : 
  -  Italie : 24 septembre 2010

## Distribution
- Silvio Orlando : Gianni Dubois
- Giuseppe Battiston : Ramiro
- Marco Messeri : Del Ghianda
- Corrado Guzzanti : Abbruscati
- Kasia Smutniak : Caterina
- Cristiana Capotondi : Flaminia Sbarbato
- Stefania Sandrelli
- Maria Paiato : Helga
- Giovanni Mascherini : Jonathan
- Fausto Russo Alesi : Pippo
- Francesco Brandi
- Paolo Graziosi
- Sergio Pierattini
- Roberto Abbiati
- Natalino Balasso
- Gianfranco Barra